# لاکهید ال-۱۰۱۱ تری‌استار
لاکهید ال-۱۰۱۱ تریستار (انگلیسی: Lockheed L-1011 TriStar) هواپیمای پهن‌پیکر متوسط و بلند برد است، که در سال ۱۹۷۰ پس از بوئینگ ۷۴۷ و مک‌دانل داگلاس دی‌سی-۱۰ بعنوان سومین هواپیمای جت پهن‌پیکر، وارد فعالیت‌های تجاری شد. این هواپیما ظرفیت ۴۰۰ مسافر را دارا می‌باشد و با حداکثر ظرفیت خود، توانایی حرکت بدون سوخت‌گیری تا ۷٫۴۱۰ کیلومتر را دارد. در فاصله سال‌های ۱۹۶۸ تا ۱۹۸۴ شرکت لاکهید کورپوریشن شمار ۲۵۰ فروند هواپیمای لاکهید ال-۱۰۱۱ تریستار را تولید نمود.